# Xã Soldier, Quận Monona, Iowa
Xã Soldier (tiếng Anh: Soldier Township) là một xã thuộc quận Monona, tiểu bang Iowa, Hoa Kỳ. Năm 2010, dân số của xã này là 342 người.